# Kolcosznica
Kolcosznica (Platacanthomys) – rodzaj ssaków z rodziny kolcosznicowatych (Platacanthomyidae).

## Zasięg występowania
Rodzaj obejmuje jeden żyjący współcześnie gatunek występujący endemicznie w Ghatach Zachodnich w Indiach.

## Morfologia
Długość ciała (bez ogona) 118–140 mm, długość ogona 76–106 mm; brak szczegółowych danych dotyczących masy ciała.

## Systematyka
Rodzaj zdefiniował w 1859 roku brytyjski zoolog Edward Blyth na łamach The Journal of the Asiatic Society of Bengal. Na gatunek typowy Blyth wyznaczył (oznaczenie monotypowe) kolcosznicę dziuplową (P. lasiurus).

### Etymologia
Platacanthomys (Platyacanthomus, Platyacanthomys): gr. πλατυς platus „szeroki”; ακανθα akantha „cierń, kolec”, od ακη akē „punkt”; μυς mus, μυος muos „mysz”.

### Podział systematyczny
Do rodzaju należy jeden występujący współcześnie gatunek:
- Platacanthomys lasiurus Blyth, 1859 – kolcosznica dziuplowa

oraz gatunek wymarły:
- Platacanthomys dianensis Qiu Zhuding, 1989